# Estelle Doudet
 (avril 2023).
Estelle Doudet, née le 16 novembre 1975, est une chercheuse en sciences humaines, spécialiste des langues et des littératures d’expression française du douzième au seizième siècle.

## Biographie
Estelle Doudet a été formée aux études de lettres et aux études médiévales à l'École Normale Supérieure de Paris et à la Sorbonne, où elle a obtenu son doctorat en 2002. Sa thèse, consacrée à la poétique du premier écrivain officiel de la cour de Bourgogne, le Franco-Flamand George Chastelain (1415-1475), a été qualifiée par le médiéviste Jean Dufournet de « leçon de lecture » ajoutant « un chapitre essentiel à l’histoire littéraire ». En 2001, elle a fondé, avec un groupe de doctorantes et doctorants, Questes, un réseau de jeunes chercheuses et chercheurs médiévistes qui accueille désormais plus de 500 personnes dans de nombreux pays et publie la revue interdisciplinaire du même nom.
Après avoir obtenu l’agrégation de lettres en 1998, elle a travaillé à Duke University (États-Unis) puis à l'Universiteit van Amsterdam (Pays-Bas) en tant que chercheuse post-doctorante. Elle est ensuite devenue maitresse de conférences de langue et littérature française du Moyen Âge à l'Université de Lille, et chercheuse à l’Institut de recherches et d’histoires des textes (CNRS-Paris), où elle a contribué à alimenter la base de données Jonas sur les manuscrits français du Moyen Âge. Après avoir obtenu son habilitation à diriger les recherches (2013), synthèse de dix ans de travaux sur le théâtre allégorique, elle est devenue professeure à l’Université Grenoble Alpes, rattachée à l'Unité mixte de recherche Litt&Arts. Elle occupe depuis 2018 la chaire professorale de langue et littérature d’expression française des quatorzième, quinzième et seizième siècle à l’Université de Lausanne (Suisse). En 2021, elle est devenue vice-rectrice à la recherche de cette université.

## Travaux
Estelle Doudet étudie l’histoire culturelle du temps, avec un intérêt particulier pour les manières d’écrire le temps présent en français, de la Grande Peste aux guerres de religion européennes. Elle travaille également sur les nouvelles formes de communication publique (prises de parole, arts visuels, spectacles, textes manuscrits et imprimés, chansons, etc.) qui, du quatorzième au seizième siècle, se sont développées dans les régions francophones, au contact des cultures néerlandophones, germanophones, anglophones et italophones.
Ses travaux analysent à parts égales l’historiographie du temps présent, la poésie de circonstance, le théâtre allégorique, les écrits satiriques et polémiques et, en général, les formes de l’éloquence et ce qu'elle appelle la "médialittérature", la littérature comme forme de communication. Éditrice de poésie et de théâtre en ancien et en moyen français, elle est l’autrice d’une quinzaine de livres et d’environ 250 articles et recensions scientifiques, publiés dans des revues internationales comme French Studies, Revue d'Histoire du Théâtre, Le Moyen Âge, Bibliothèque d'Humanisme et Renaissance, Speculum. Elle est directrice-adjointe des Cahiers de recherches médiévales et humanistes et co-dirige la collection Rencontres Moyen Âge aux Classiques Garnier.
Son intérêt pour la communication sous toutes les formes a conduit Estelle Doudet à être l'une des premières chercheuses françaises à analyser les cultures de la communication pré-modernes dans la perspective de l’archéologie des médias. Les médias numériques interactifs l'intéressent particulièrement, du jeu vidéo,  à la réalité virtuelle immersive. Depuis 2020, dans le but de renouveler la recherche, l’enseignement et la médiation des savoirs historiques vers le grand public, elle a développé des formes de recherche-création fondées sur la pratique théâtrale et l’expérimentation en réalité virtuelle qui ont attiré l'attention des médias suisses. Elle anime aussi des émissions radio sur la représentation du genre dans les médias contemporains.
Les recherches d'Estelle Doudet ont remporté plusieurs prix internationaux : British Academy (2006), Partenariat Hubert-Curien franco-néerlandais (2016-2018), Institut universitaire de France (2025-2020), Fonds national suisse (2020-2024). Elle a dirigé une quinzaine de thèses en France et en Suisse et est régulièrement professeure invitée dans des universités en Europe, aux États-Unis et au Japon.

### Sélection de publications
- Moralités et jeux moraux, le théâtre allégorique en français (XVe – XVIe siècle), Paris, Classiques Garnier, « Études sur le théâtre et les arts de la scène », 2018, 682 p.  (ISBN 978-2-406-07495-3) ; DOI 10.15122/isbn.978-2-406-07497-7
- Chrétien de Troyes, Paris, Tallandier, 2009, 363 p.  (ISBN 978-2847-343-403)
- Poétique de George Chastelain (1415-1475) : un cristal mucié en un coffre, Paris, Honoré Champion, coll. « Bibliothèque du XVe siècle » (no 67), 2005, 881 p. (ISBN 2-7453-1103-4).
- Les Chevaliers de la Table Ronde, un mythe européen, Paris, J'ai lu, coll. « Librio », 2005, 92 p.  (ISBN 2-290-34190-8)
- Amour courtois et chevalerie, la littérature médiévale française, Paris, J’ai lu, coll. « Librio », 2004, 92 p.  (ISBN 2-290-34161-4)
- C. Bouteille-Meister, F. Cavaillé, E. Doudet (dir.), Théâtre, guerres et religion (Europe, XVIe s.), Revue d’histoire du théâtre no 286, 2020, 154 p. (en ligne)
- Y. Citton, E. Doudet (dir.), Écologies de l’attention et archéologie des media, Grenoble, UGA Editions, 2019, 406 p.  (ISBN 9782377470877) ; DOI 10.4000/books.ugaeditions.10362
- M. Demeilliez, E. Doudet, M. Ferrand, E. Syssau, Le Théâtre au collège, European Drama and Performance Studies no 11, 2018, 421 p. DOI 10.15122/isbn.978-2-406-08373-3
- S. Chaouche, E. Doudet, O. Spina (dir.), Écrire pour la scène (XVe – XVIIIe siècle), European Drama and Performance Studies no 9/2, 2017, 294 p.  (ISBN 978-2-406-07118-1) ; DOI 10.15122/isbn.978-2-406-07118-1
- Lettres d’amour du Moyen Âge. Les Saluts et Complaintes, textes établis, traduits et annotés par E. Doudet, M.-L. Savoye, A. Sultan, dir. Sy. Lefèvre, H. Uulders, Paris, Livre de poche, coll. « Lettres gothiques », 2016, 710 p.  (ISBN 978-2-253-16371-8)
- E. Doudet (dir.), Recueil général de moralités d’expression française, t. I, Paris, Classiques Garnier, « Bibliothèque du théâtre français », 2012, 696 p.  (ISBN 978-2-8124-0630-0) ; t.II, 2018, 587 p.  (ISBN 978-2-406-07302-4).
- J. Devaux, E. Doudet, Elodie Lecuppre-Desjardin (dir.), Jean Molinet et son temps, Turnhout, Brepols, 2013, 287 p.  (ISBN 978-2-503-52557-0)
- E. Doudet (dir.), La Mort écrite. Rites et rhétoriques du trépas au Moyen Âge, Paris, PUPS, 2004, 184 p.  (ISBN 9782840503507)